# Lindenstraße (Schwerin)

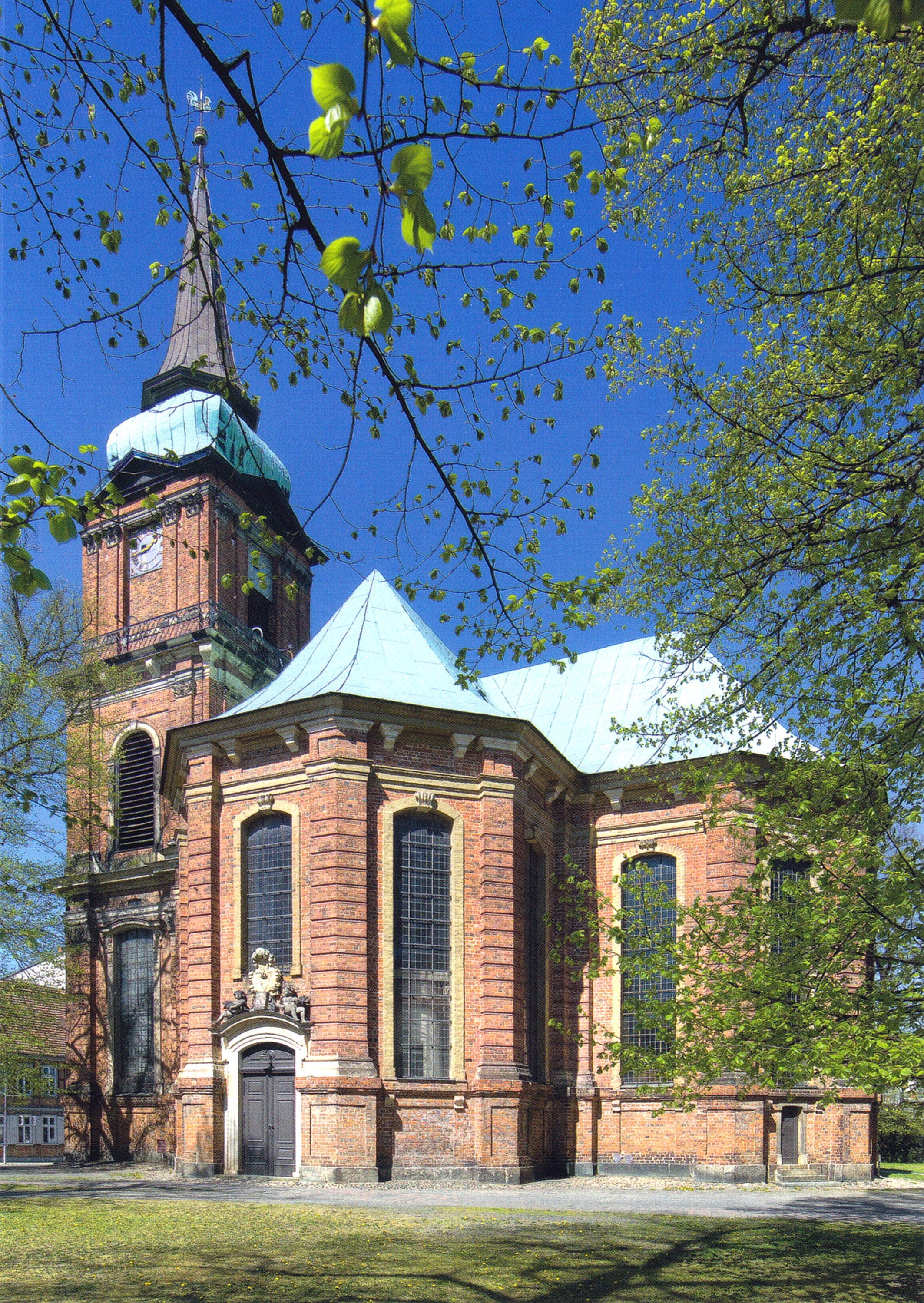
Schelfkirche von Süden

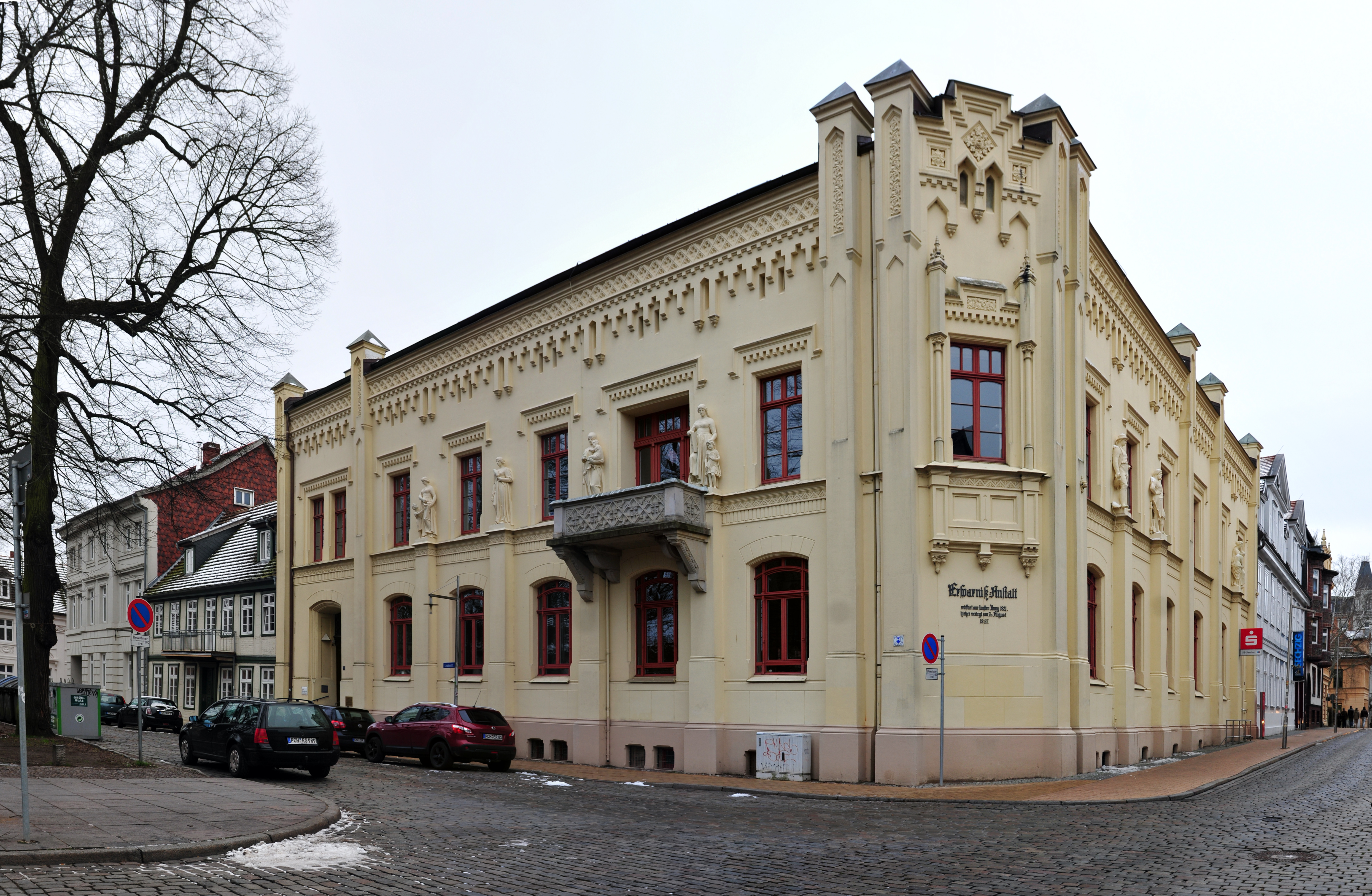
Nr. 1: Ersparnisanstalt Schwerin

Die historische Straße und der Platz Lindenstraße befindet sich in Schwerin, Stadtteil Schelfstadt. Die Straße führt in U-Form um die Schelfkirche von der Puschkinstraße zur Kirchenstraße und zur Schelfstraße mit dem Schelfmark.

## Nebenstraßen
Die Neben- und Anschlussstraßen wurden benannt als Puschkinstraße um 1945 nach dem russischen Nationaldichter Alexander Sergejewitsch Puschkin (1799–1837) (zuvor Ritterstraße und Königstraße), Kirchenstraße und Schelfstraße mit dem Schelfmarkt nach dem Stadtteil.

## Geschichte

### Name
Die Straße wurde benannt nach dem Lindenbaum. Zuvor hieß sie bis 1854 Grüne Straße. Der Platz wird auch informell als Schelfkirchplatz bezeichnet.

### Entwicklung

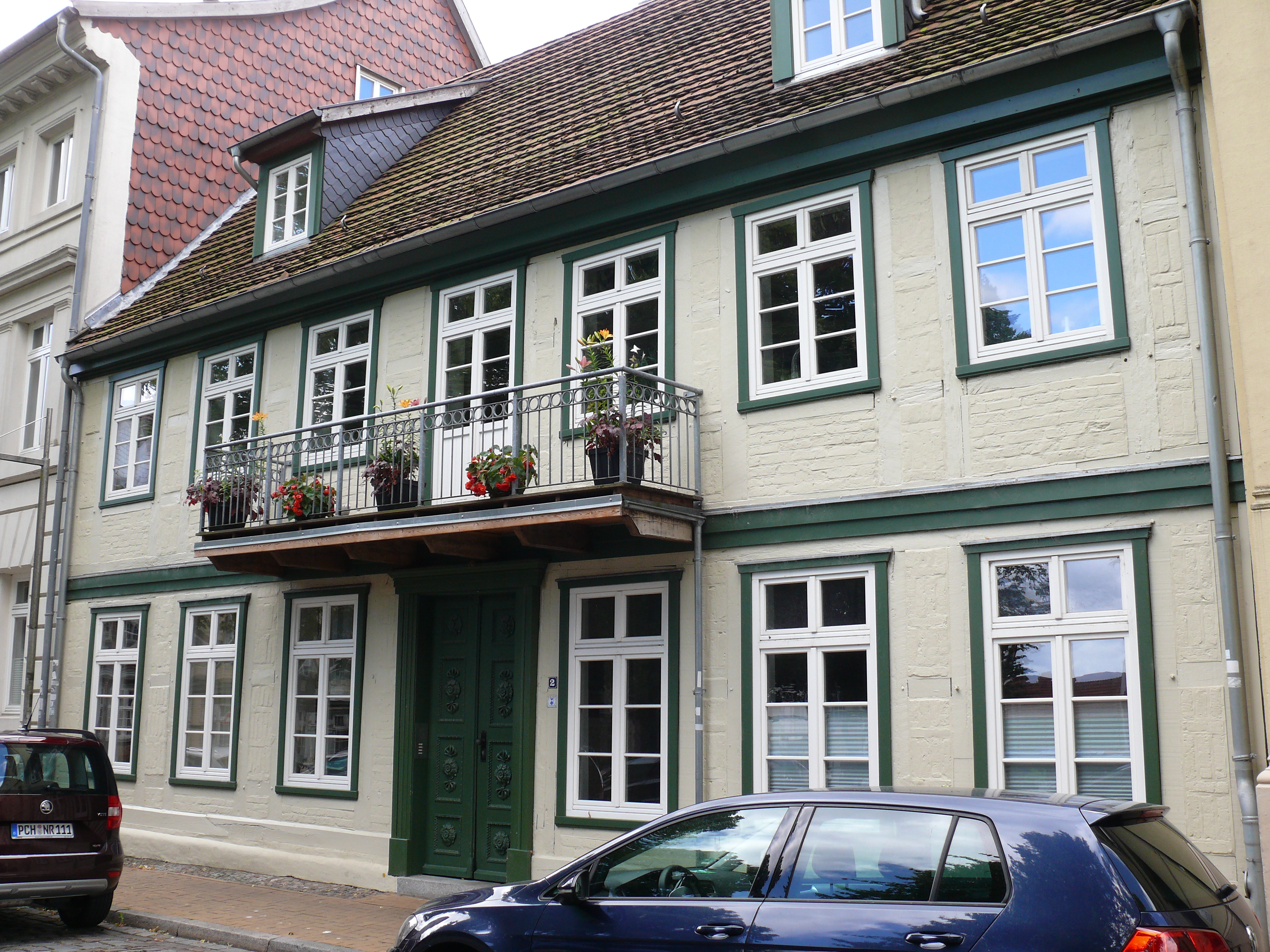
Nr. 2, Südseite

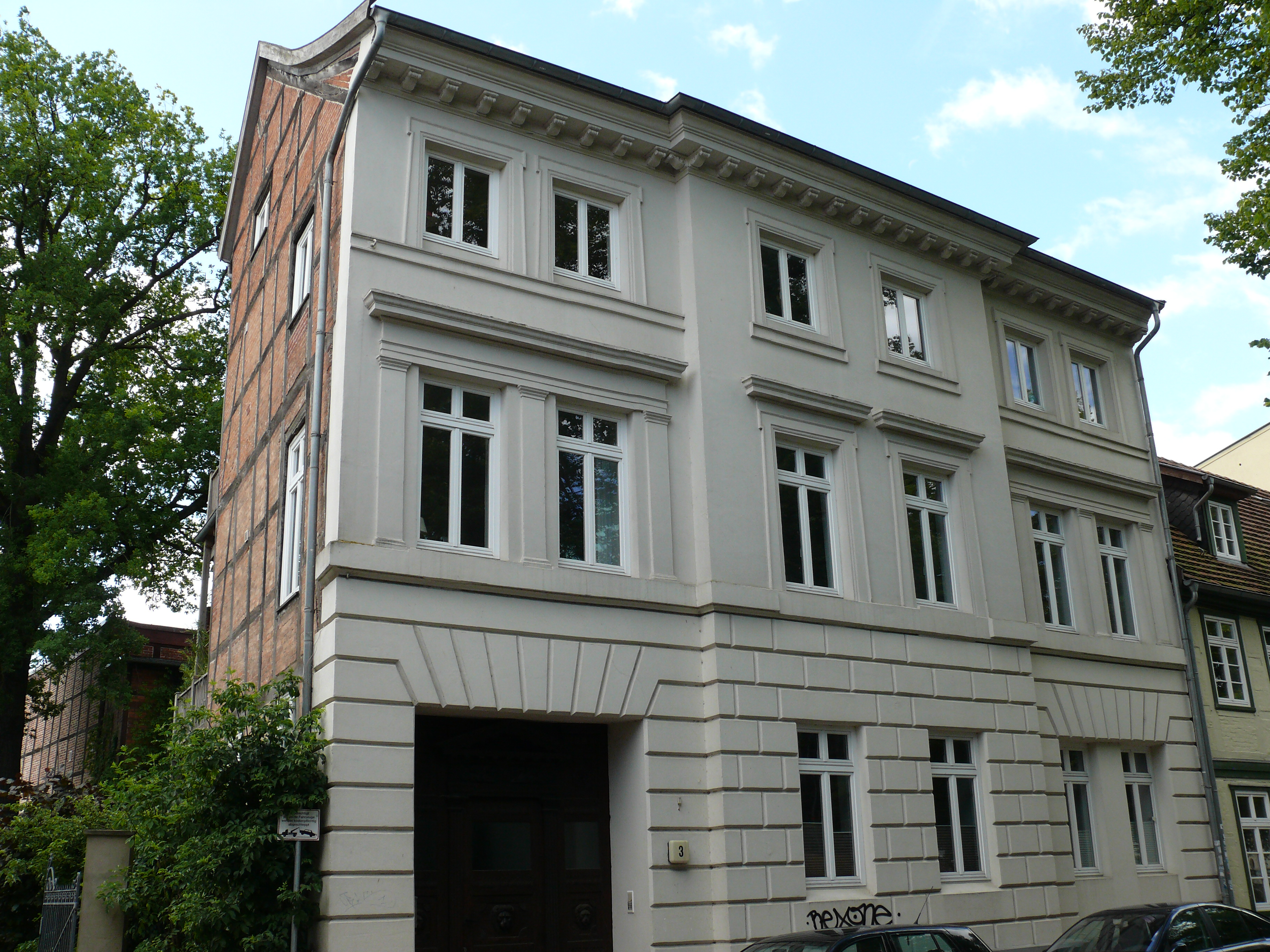
Nr. 3, Südseite

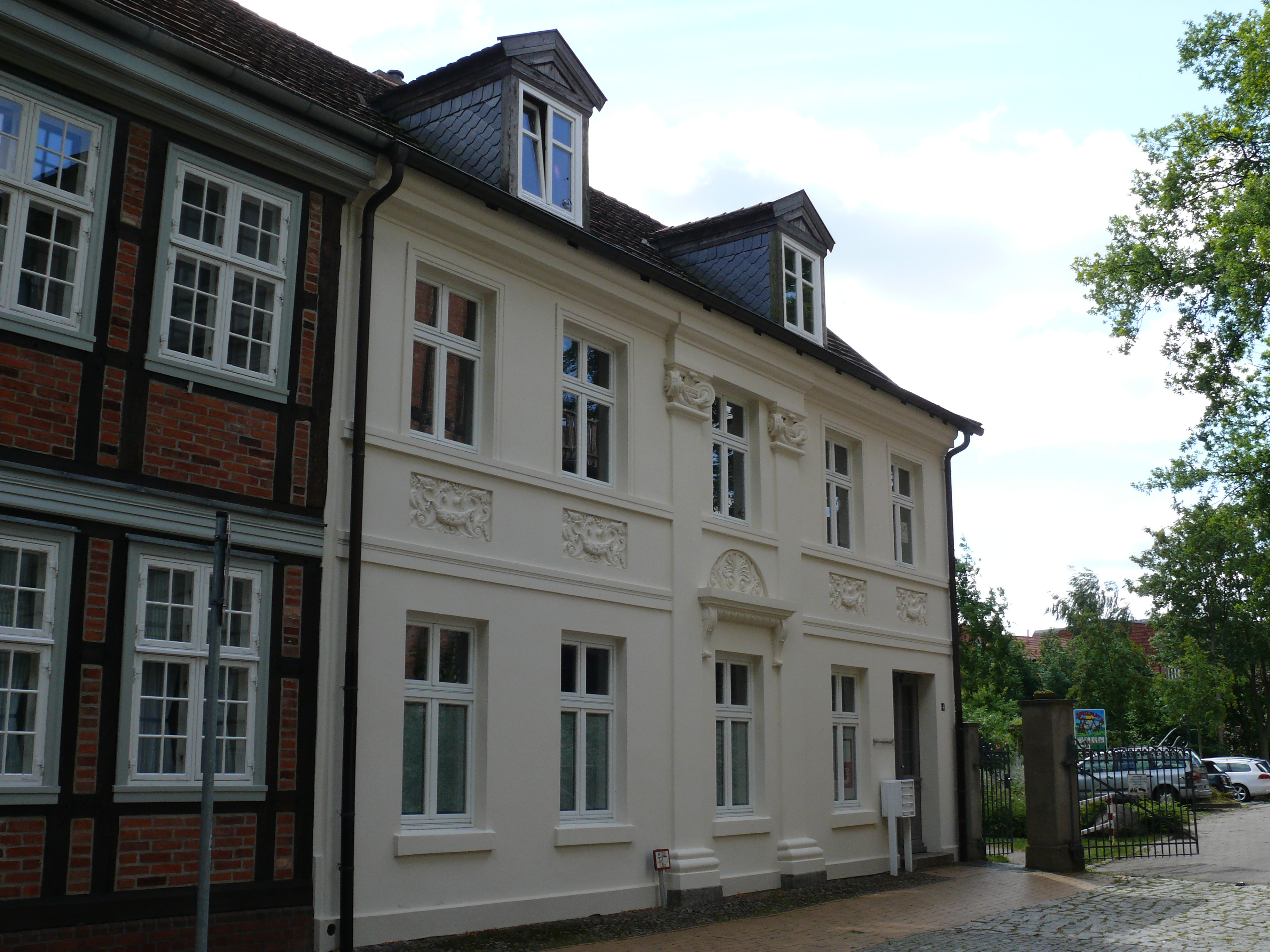
Nr. 4, Ostseite

Die Schelfstadt, ursprünglich die Schelfe, seit 1349 auch Neustadt, entwickelte sich seit dem 11. Jahrhundert als zunächst selbstständiger Ort. 1705 erhielt sie das Stadtrecht. An der ersten Stadtplanung war 1705 maßgeblich der Ingenieur-Capitain Jacob Reutz († 1710) beteiligt und u. a. die begradigte Wegeverbindung Richtung Schelfthor und Altstadt wurde in einer Declaration festgelegt. Ein späteres Baureglement schrieb die Traufständigkeit und die Höhe der Häuser vor. 

Im Zweiten Weltkrieg gab es nur wenige Verluste an Gebäuden. Die Bauunterhaltung der Häuser wurde aber in den 1950er bis 1990er Jahren stark vernachlässigt; Teilbereichen drohte der flächenmäßige Abriss und die Bürger protestierten 1988. Mit der politischen Wende konnte die Erneuerung des Stadtteils eingeleitet werden. Im Rahmen der Städtebauförderung wurden 1991 große Teile der Schelfstadt Sanierungsgebiet; es erfolgte die Sanierung der Straßen und Häuser.
Verkehrlich wird die Straße durch die Buslinie 11 der Nahverkehr Schwerin GmbH (NVS) erschlossen.

## Gebäude, Anlagen (Auswahl)

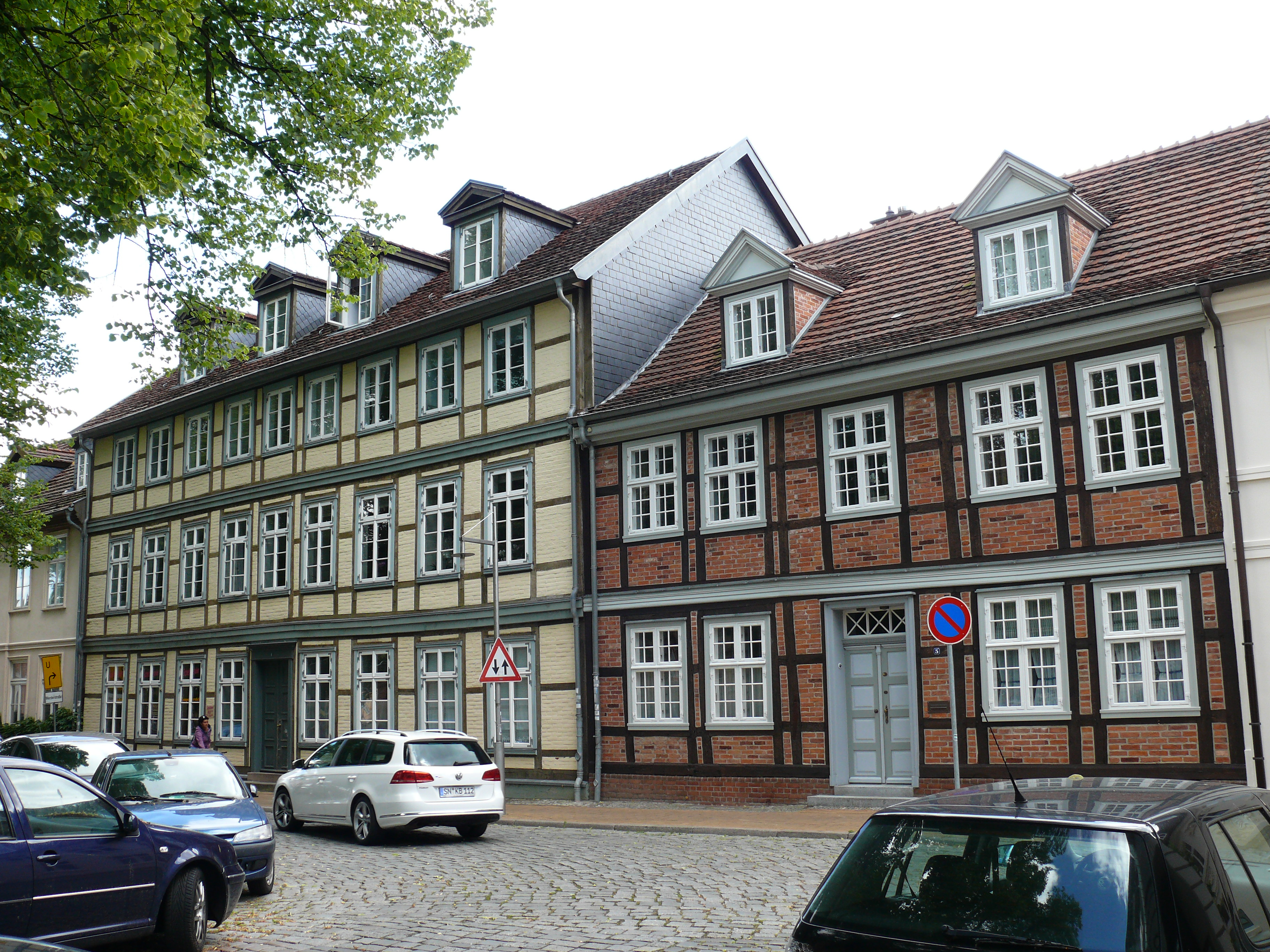
Nr. 5 und 6, Ostseite

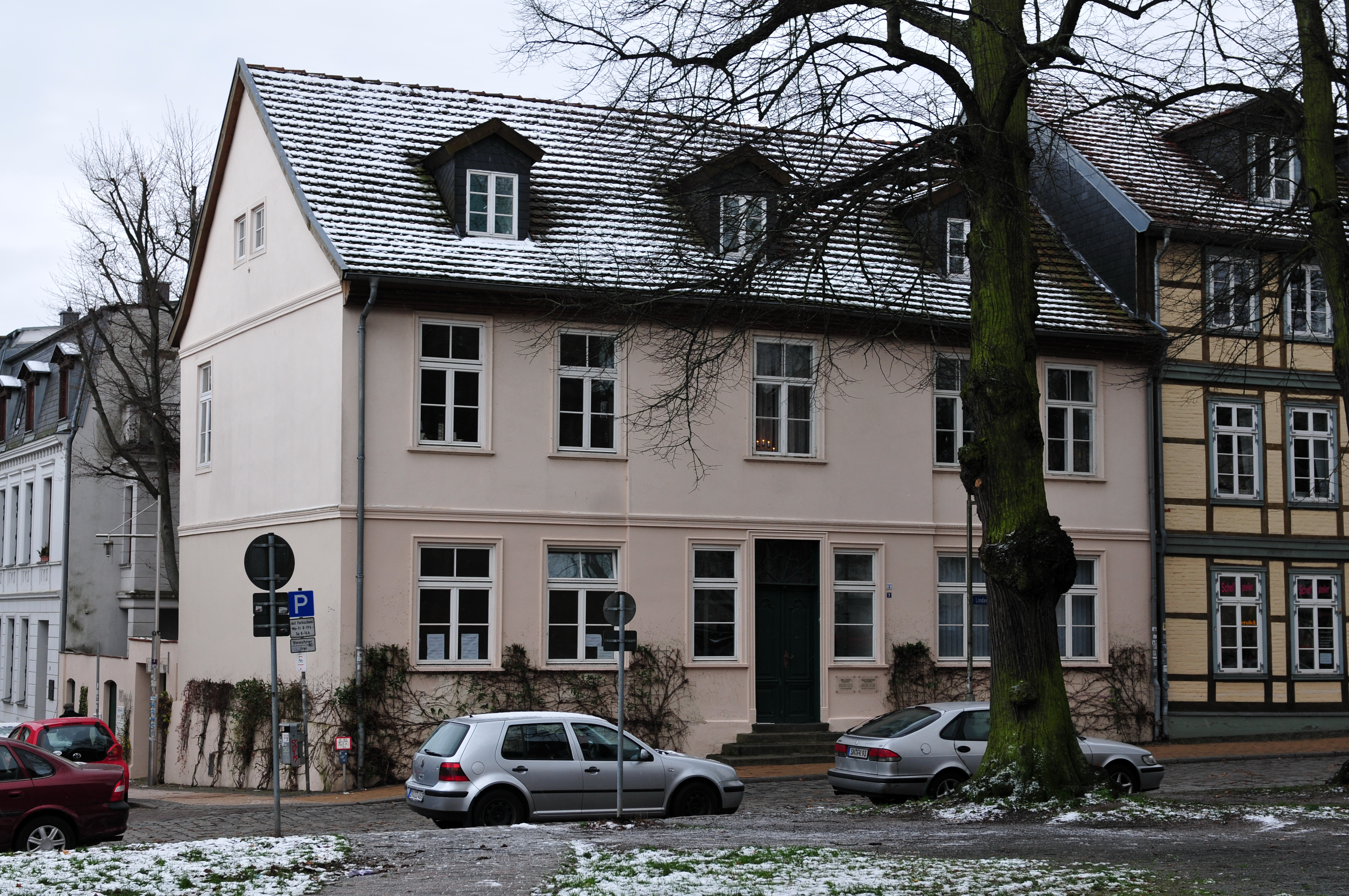
Nr. 7, Ostseite

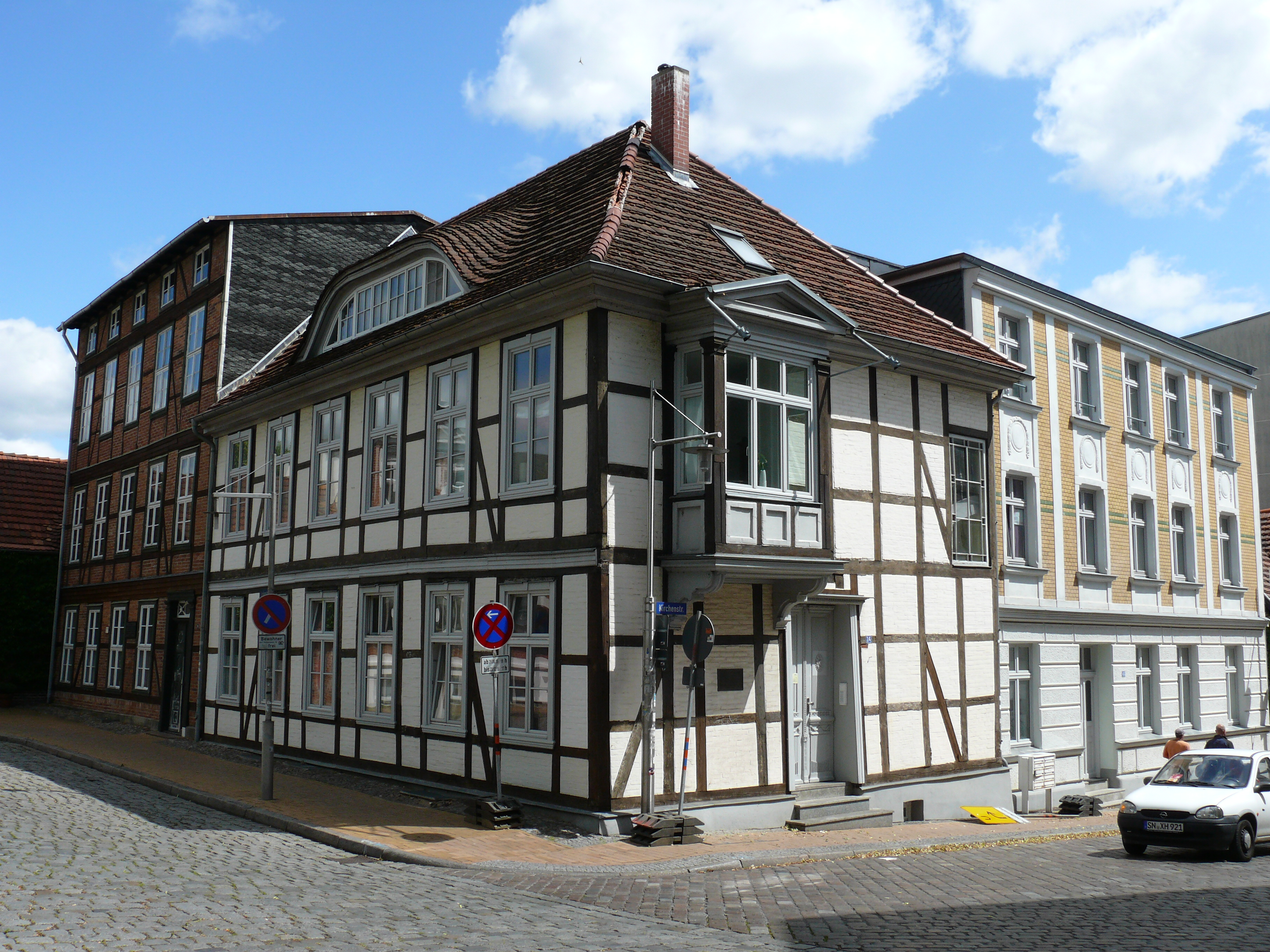
Nr. 8, Ostseite

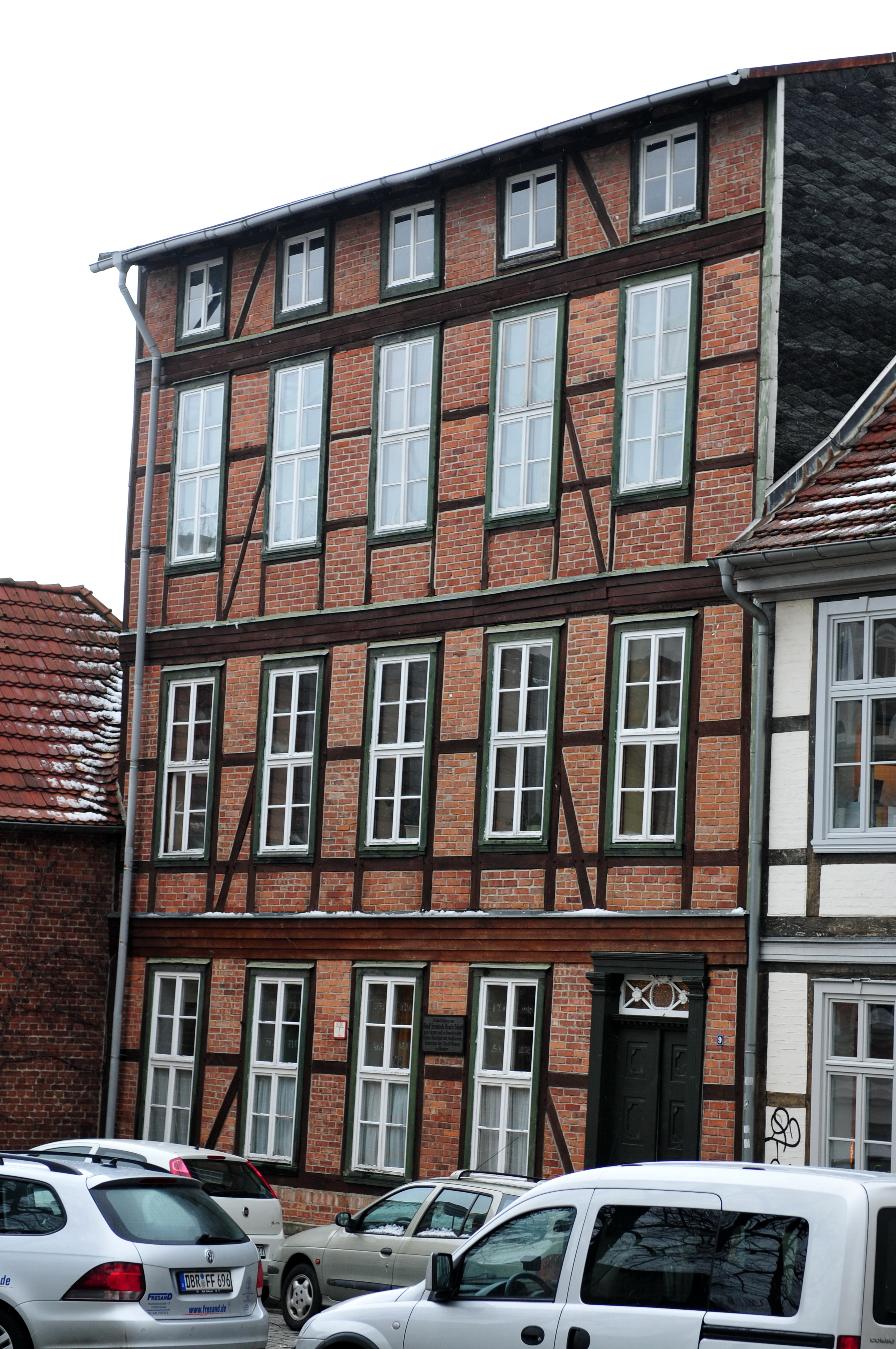
Nr. 9, Ostseite

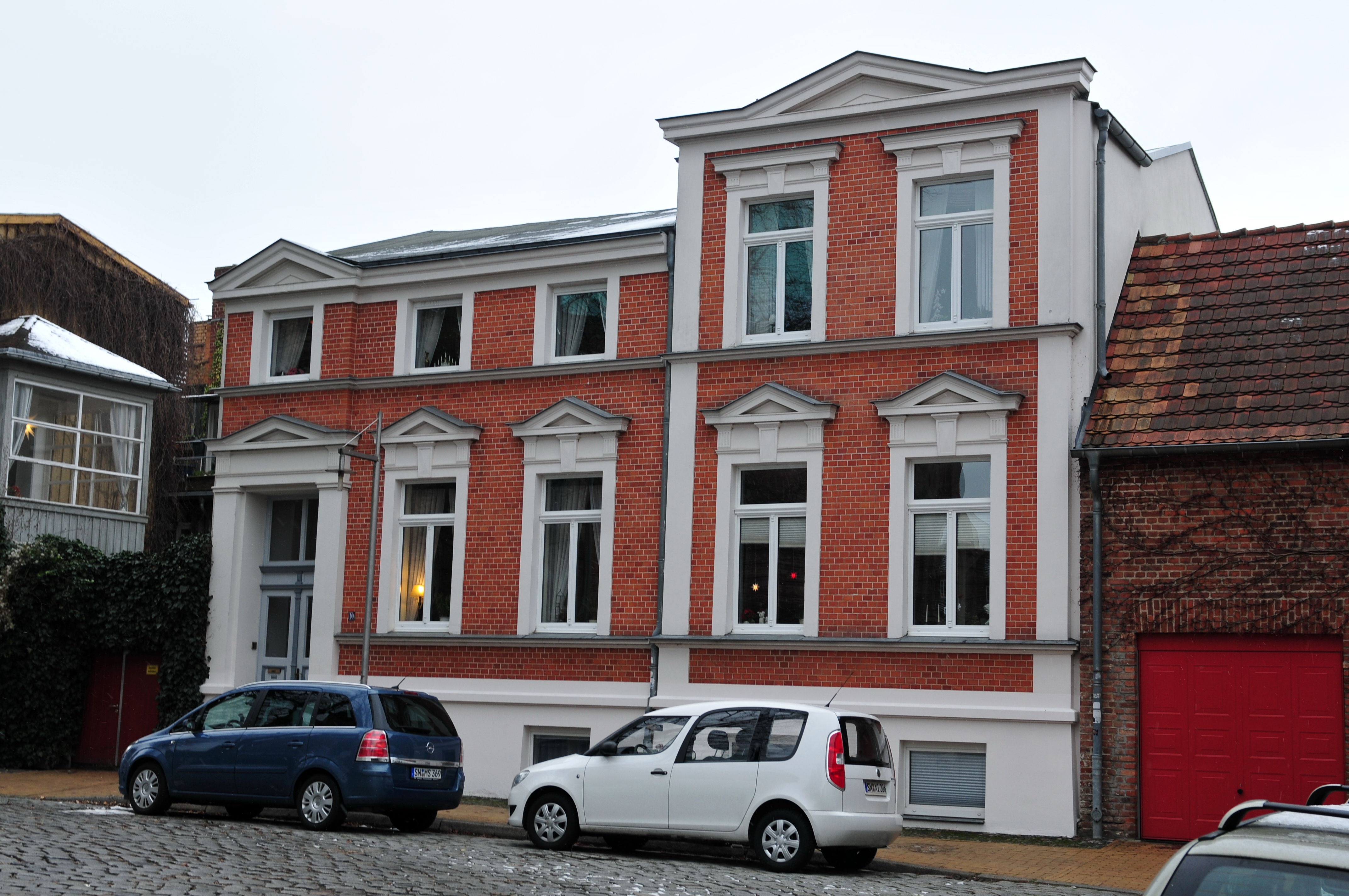
Nr. 10, Nordseite

An der Straße stehen zumeist zwei- bis dreigeschossige Gebäude. Die mit (D) gekennzeichneten Häuser stehen unter Denkmalschutz.
- Platz mit der barocken Schelfkirche Sankt Nikolai von 1713 (D), Zentralbau aus Backstein nach Plänen von Jacob Reutz. Gruft mit Grablegen des Herrscherhauses Mecklenburg-Schwerin[4]
- Nr. 1, Ecke Puschkinstraße 2/4: 2-gesch. Gebäude von 1857 (D) nach Plänen von Theodor Krüger für die ehem. Ersparnisanstalt Schwerin  mit Verlängerungsbau von 1890; reichhaltiger Fassadenschmuck mit sechs Skulpturen von Heinrich Petters nach Modellen von Georg Wiese (eine spätere Ergänzung von Hugo Berwald), sehr prägende Eckausbildung, hohes Gesims und wuchtiger Balkon, heute Sparkasse Mecklenburg-Schwerin
- Nr. 2: 2-gesch. Wohnhaus (D)
- Nr. 3: 3-gesch. neoklassizistisches verputztes Wohnhaus (D)
- Nr. 3a: 2004/05 sanierter grüner 1722 m² großer Innenhof Hesada (Name einer Firma) mit Kinderspielplatz und Stellplätzen;[5] Rückseite des Konservatorium Schwerin
- Nr. 4: 2-gesch. verputztes klassizistisches ehem. Wohnhaus mit Flügelanbau (D), Sitz der Christengemeinschaft mit Andachtsraum
- Nr. 5: 2-gesch. Wohnhaus (D) mit verklinkerter Fachwerkfassade
- Nr. 6: 3-gesch. Wohnhaus (D) mit verputzter Fachwerkfassade
- Nr. 7: 2-gesch. verputztes Wohn- und Bürohaus (D)
- Nr. 8, Ecke Kirchenstraße Nr. 2: 2-gesch. Wohnhaus (D) mit Fachwerk und Giebelerker
- Nr. 9: 3-gesch. klassizistisches Wohnhaus mit Mezzaningeschoss (D), Fachwerkhaus, Gedenktafel für den Dichter, Kunst- und Literaturhistoriker sowie Jurist und Diplomat Graf Adolf Friedrich von Schack (1815–1894), der hier geboren wurde
- Nr. 10: 2-gesch. historisierendes Wohnhaus mit seitlichem Giebelrisalit im Stil der Gründerzeit
- Schelfmarkt Nr. 5, Ecke Lindenstraße: 3-gesch. verputztes Wohnhaus und Gartenhaus (D)
- Die Westseite des Platzes wird begrenzt durch die Häuser der Puschkinstraße Nr. 1 bis 11:
  - Nr. 1: 3-gesch. Wohn- und Geschäftshaus (D) im Jugendstil mit markantem runden Ecktürmchen mit einer Glockenhaube
  - Nr. 3: 2-gesch. Pfarrhaus mit Gedenktafel für den Pastor und Schriftsteller Heinrich Seidel (D) mit Fachwerk, Sitz der Kirchengemeinde St. Nikolai Schwerin
  - Nr. 5: 2-gesch. Wohnhaus (D)
  - Nr. 7: 2-gesch. Wohnhaus (D) mit Dachhaus
  - Nr. 9: 3-gesch. Wohnhaus (D), von 1991 bis 2002 städtische Dienstwohnung von Oberbürgermeister Johannes Kwaschik
  - Nr. 11: 2-gesch. Wohnhaus mit Flügelanbau (D)

### Gedenken

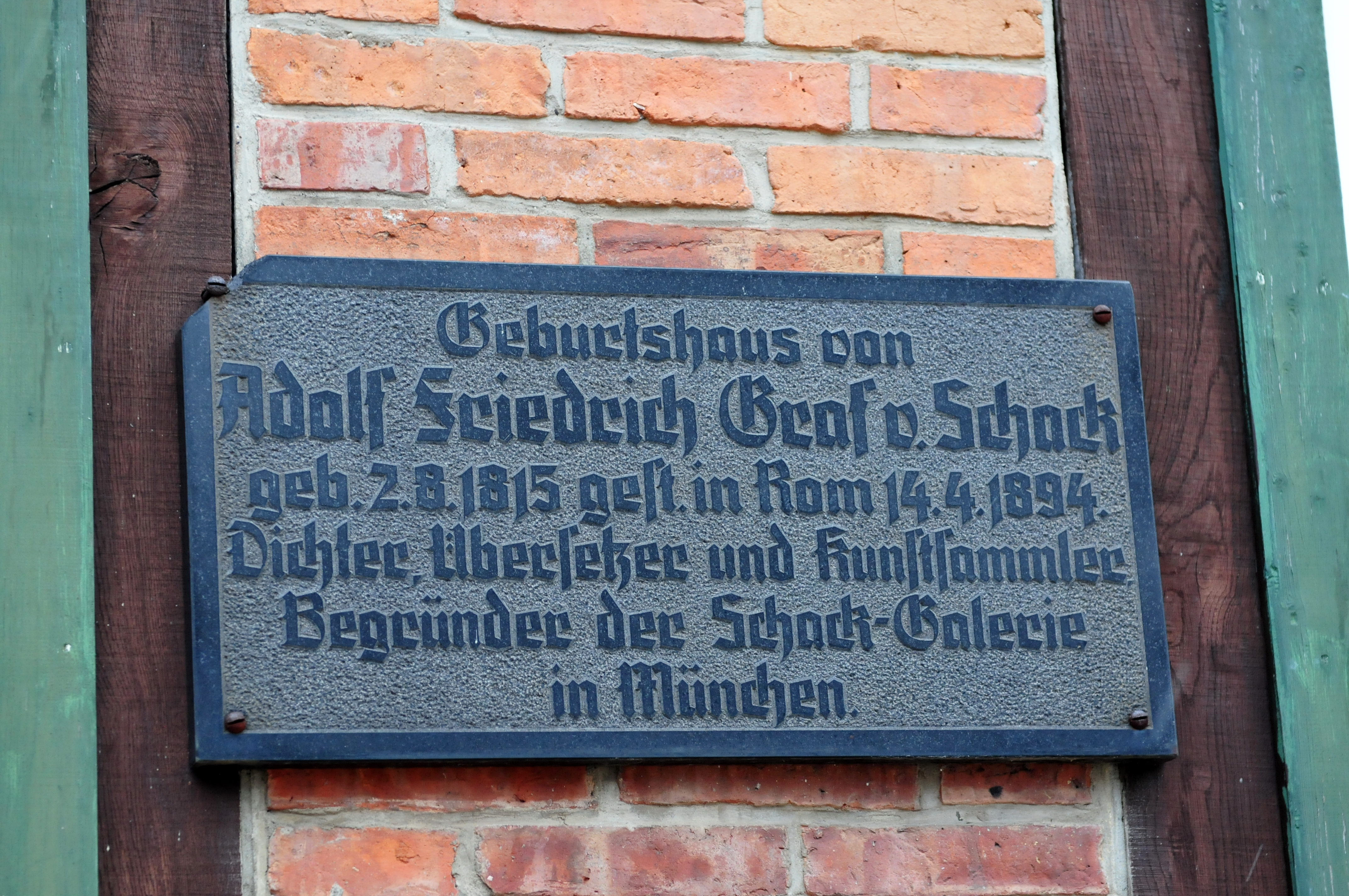
Gedenktafel am Geburtshaus für Adolf Friedrich Graf von Schack
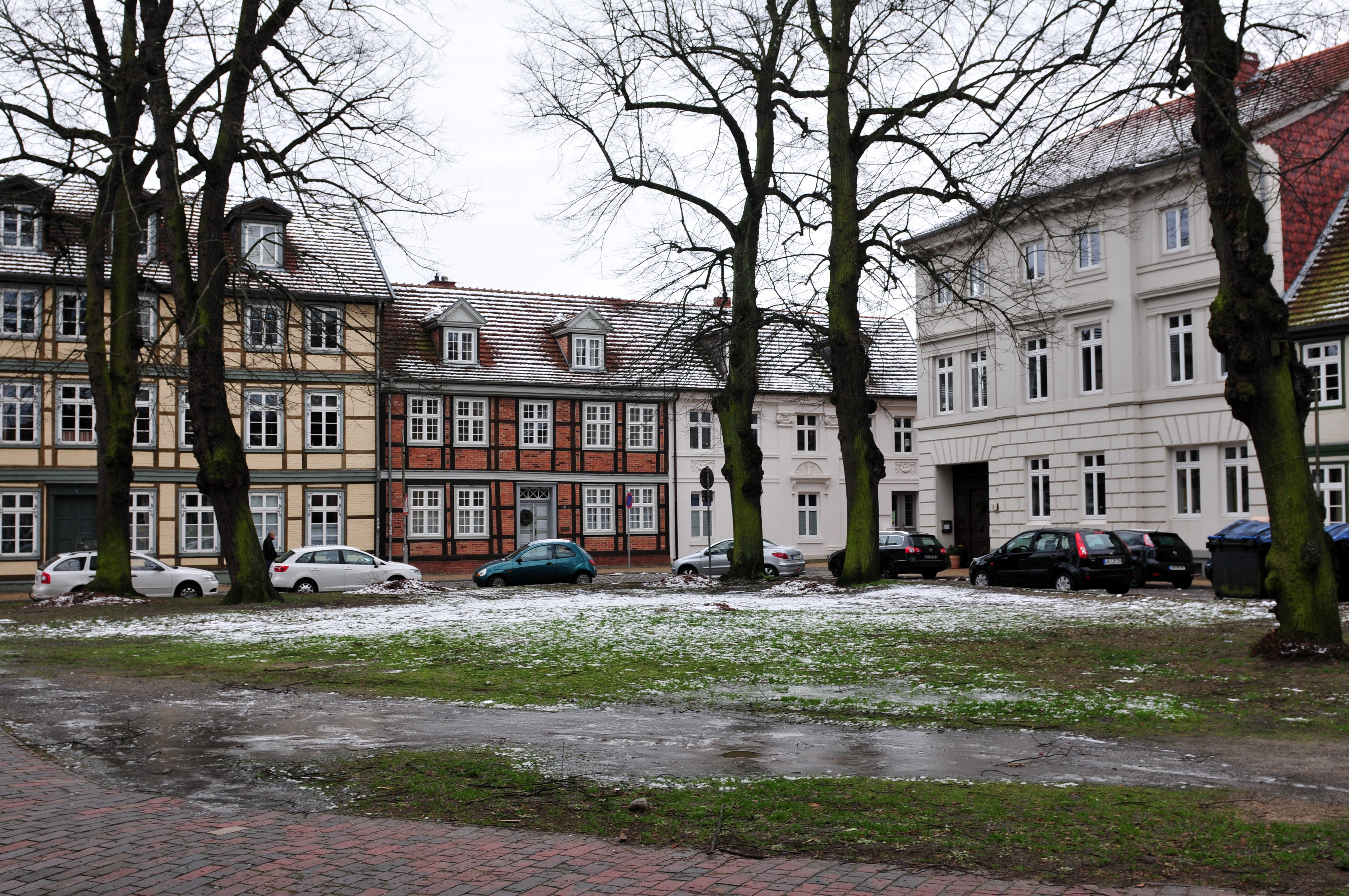
Nord-Westblick
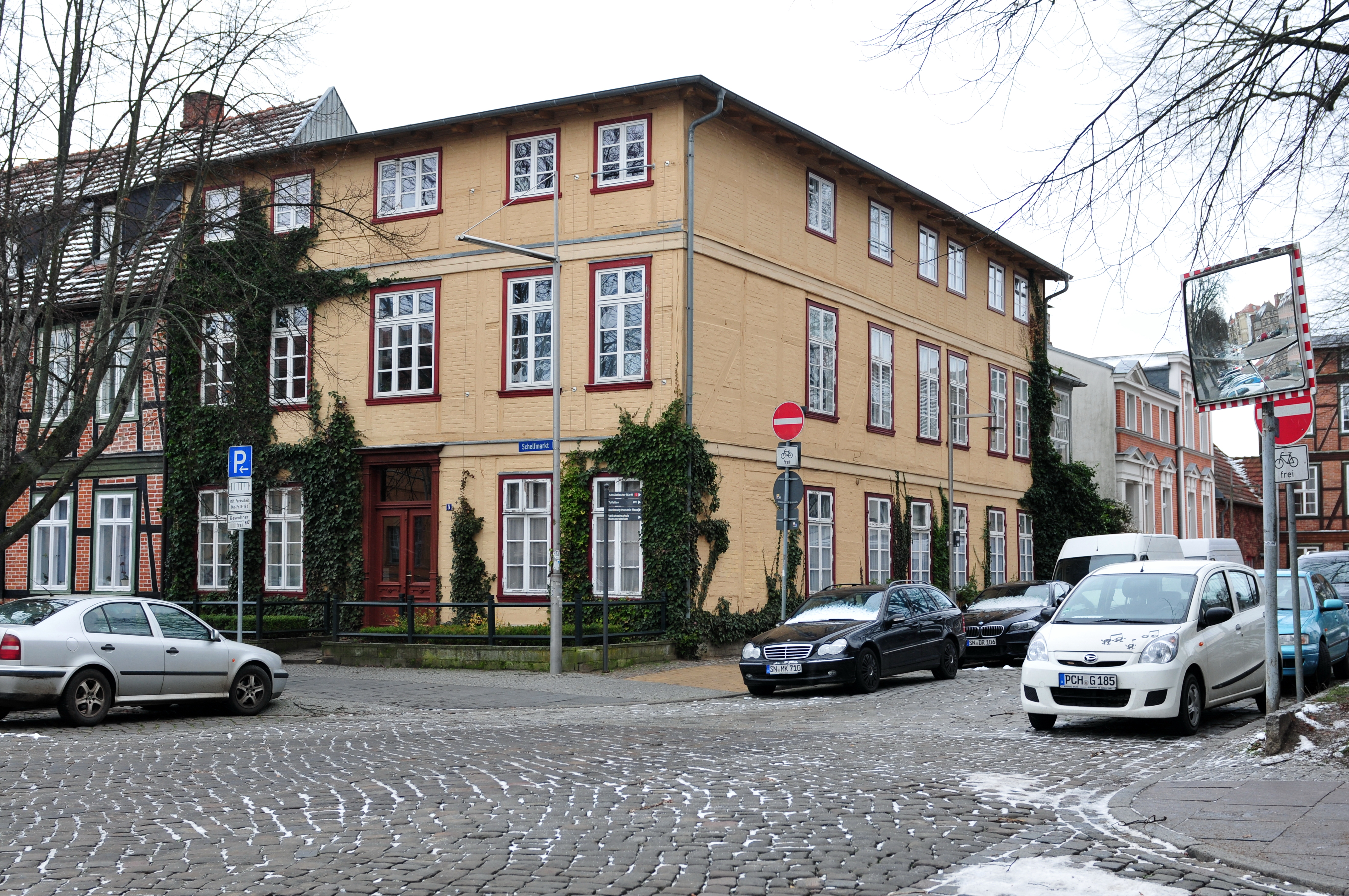
Schelfmarkt 5
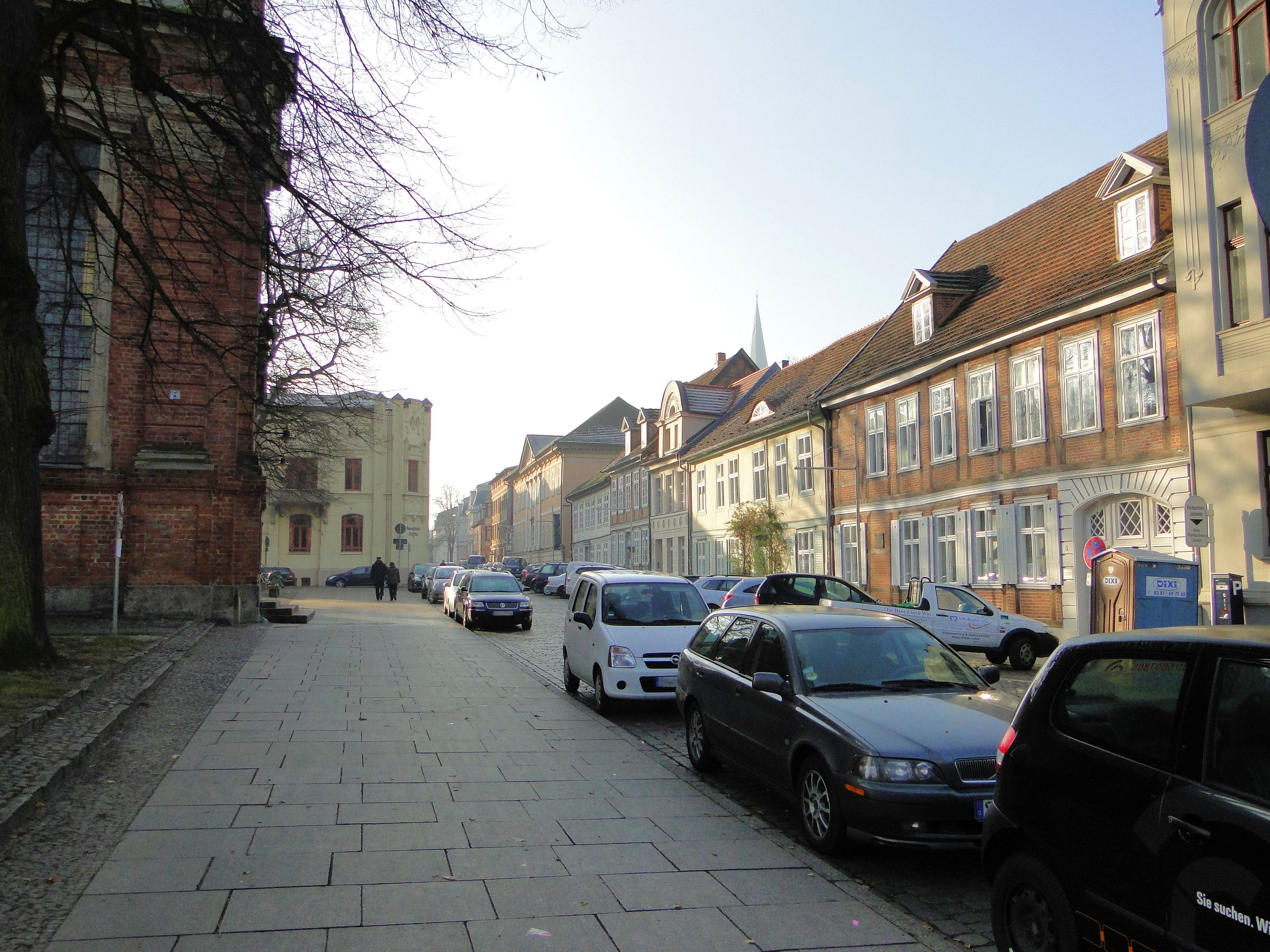
Westseite: Puschkinstraße